# 唐人飴売り

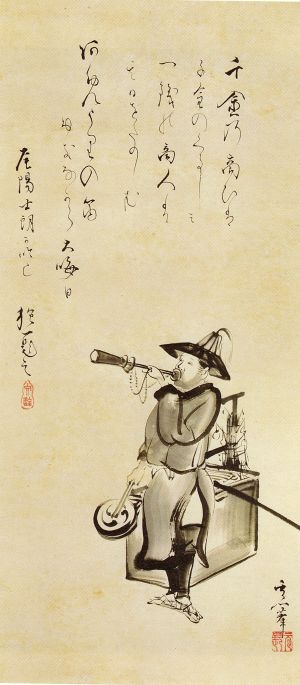
鈴木其一『飴売り図』（ロサンゼルス郡美術館収蔵）

唐人飴売り（とうじんあめうり）は、江戸時代後期から明治にかけて、主に江戸市中で飴を売り歩いた行商人。彼らは当時、唐人と呼ばれた異国人風の格好で、でたらめな異国風の口上を述べ、唐人笛と呼ばれるチャルメラや唐人風の踊りなどで客を呼んだ。江戸時代はこの唐人飴売りを含め、様々な趣向を凝らしたパフォーマンスで客を呼んだ飴売りたちがいた。

## “唐人”の格好
岡本綺堂の『半七捕物帳』第54話、「唐人飴」は題名通り唐人飴売りが主題の話で、物語は知人の飴売りと立ち話をしていた半七と出会い、その縁で半七から主題となった唐人飴売りの昔話を聞くところから始まる。
「(前略)…ひと口に飴屋と云っても、むかしはいろいろの飴屋がありました。そのなかで変っているのは唐人飴で、唐人のような風俗をして売りに来るんです。これは飴細工をするのでなく、ぶつ切りの飴ん棒を一本二本ずつ売るんです」

「じゃあ、和国橋の髪結い藤次の芝居に出る唐人市兵衛、あのたぐいでしょう」

「そうです、そうです。更紗でこしらえた唐人服を着て、鳥毛の付いた唐人笠をかぶって、沓くつをはいて、鉦かねをたたいて来るのもある、チャルメラを吹いて来るのもある。子供が飴を買うと、お愛嬌に何か訳のわからない唄を歌って、カンカンノウといったような節廻しで、変な手付きで踊って見せる。まったく子供だましに相違ないのですが、なにしろ形が変っているのと、変な踊りを見せるのとで、子供たちのあいだには人気がありました。いや、その唐人飴のなかにもいろいろの奴がありまして……」
唐人飴売りの姿は英一蝶の『一蝶画譜』（1770年頃。挿画は鈴木鄰松）、や十返舎一九の『方言修行金草鞋』（1813年 - 1834年）、江戸後期の文人、考証家・石塚豊芥子の『近世商買尽狂歌合』（1852年）にある挿画、そして鈴木其一の『飴売り図』などに描かれている。これらの絵画に見られる唐人飴売りの姿は、以下に挙げる特徴の幾つかを持っている。
- 韓国のカッに似た山高で皿を返した形状の広いつばを持つ帽子（唐人帽）をしている。帽子には鳥の羽根があしらわれている。
- 団領袍（明朝時代の官服）を思わせる上着を羽織る。
- すねには黒い脚絆をしている。
- 笛や太鼓を持っている。笛はチャルメラに近い形状をしている。
- 異国風の傘を広げている。
- ドジョウ髭を生やしている。

唐人飴売りがいつ頃に出現したのか正確な年は定かではないが、江戸中期の1805年から1809年にかけて戯作者、感和亭鬼武が記した『有喜世物真似舊觀帖』3編の内、1806年の第2編に唐人飴売りの記述がある。英の『一蝶画譜』はそれ以前の1770年代である。大田南畝の随筆を死後編纂した『半日閑話』第一巻には、「今飴を賣る者の笛を吹くは、古くよりの事也…（以下略）」とあり、詩経・周頌の詩や明の瞿宗吉（瞿佑）の『剪灯新話』などの例を挙げて、都での物詣で道の脇で傘を広げ水菓子や飴を売る者たちに似ていると記されている。第一巻におけるこの飴売りの項目には明確な年は記載されていないが、『半日閑話』の元となった『街談録』は明和5年（1768年）から書かれたものである。
江戸時代、通信使節として参内したオランダ人、朝鮮人、琉球人の一行だけが江戸の町人が見る機会があった外国人だが、その中でも喇叭(ナバル)や、太平簫(テピョンソ)といった日本では類似品がない楽器を含めた楽団を引き連れ、200人から300人の行列で参内した朝鮮通信使の一行は、多くの絵画や滑稽本の題材となり、江戸時代における唐人像に深く影響を与えることになった。やがて、『神田明神祭礼絵巻』などに描かれた通信使の仮装行列や、喜多川歌麿が吉原遊廓の遊女たちが唐人帽に細長い喇叭を吹かした「唐人はやし」と言われる俄に興ずる姿を『韓人仁和歌』で描いたような日本風にデフォルメされた“唐人”の姿が形成された。吉原の風俗について記した梧桐久儔の『吉原春秋二度の景物』によれば安永5年(1776年)には吉原で中の町茶屋衆の子息が俄で唐人を演じたとある。このようにして唐人笛として定着した喇叭は、後に唐人笛売りなる専門の物売りが登場するまでになった。
宝暦14年(1764年)に第11回目の朝鮮通信使が派遣されたが、この一行は大阪で通辞役の対馬藩士・鈴木伝蔵が使節の随行員を殺害する事件(唐人殺し)が発生し、一躍世間の注目を浴びた。1767年にはこの事件を脚色した『世話料理鱸包丁』（『今織蝦夷錦』）が上演されるが2日で禁止された。吉原での唐人はやしや、英一蝶、感和亭鬼武が記した唐人飴売りはこうした唐人に対する世間の注目があった時期でもあった。
これに加えて、江戸市中には三官飴を売る大店が多くあり、中でも雑司ヶ谷鬼子母神の境内にある川口屋(現在も上川口屋として続いている)では飴の袋に唐人帽の唐人や唐団扇を描き、「本唐飴」と銘打ち販売していた。三官飴自体が来日した明人が伝えたという伝承がある菓子であり、当時飴は明由来の菓子であることが強調される商品であった。唐人飴売りは通信使に影響された唐人像と、明伝来と謳われた飴という2つの舶来文化が総合した姿だと言える。

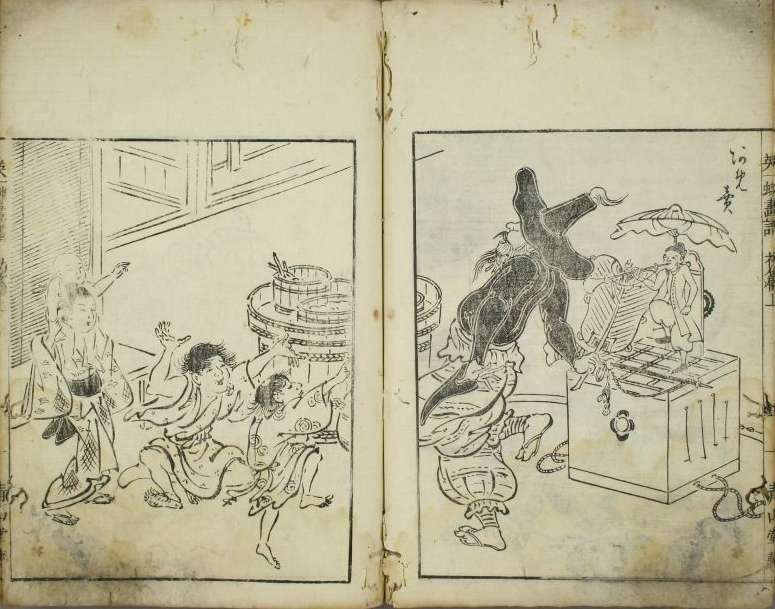
英一蝶『一蝶画譜』初篇にある唐人飴売り。絵は鈴木鄰松。

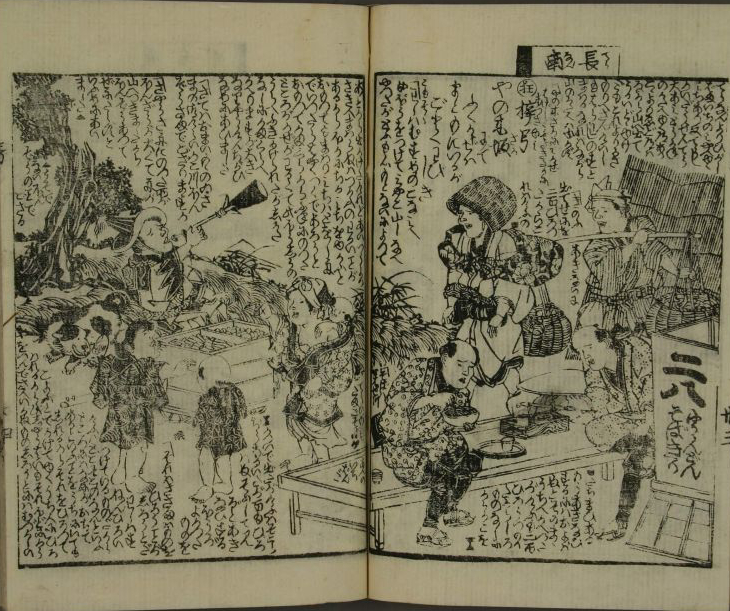
十返舎一九『諸国修行金草鞋』第十八巻「房州小湊参詣・長南」での喇叭を吹く唐人飴売り。

やがて文政年間になると、石塚豊芥子が『近世商買尽狂歌合』にて紹介した「安南こんなん飴」の飴売りが江戸で人気を博した。文化10年（1813年）から天保5年（1834年）に書かれた十返舎一九の『方言修行金草鞋』の十七（もしくは十八）編、「房州小湊参詣」では安房国長南（現在の千葉県長生郡長南町）に唐人帽をかぶり喇叭を吹く飴売りの姿があり、唐人飴売りのスタイルが江戸市外でも広まっていたことがうかがえる。

### ホニホロ飴売り
後に四代目歌川広重を襲名する菊池貴一郎が明治38年（1905年）に著した『江戸府内絵本風俗往来』（全2巻）の下巻には“唐人飴ホニホロ”の項目がある。
唐人笠といふを被り、被服も同じく、此頃、唐人といふに拵へ、紙張の馬を造り、四本の足をぶらりとつり、馬の背に穴ありて、己の両足を其穴に入れて、馬をば己が腰に縊り付て、吾足にて歩くや、馬のつりし足はぶら～～として、恰も馬の足を運べる様見へたり。己は唐人笛を吹ながら駈る、又、笛を振て踊なり。偖路上程、よき所を見斗ひて立、唐人笛を音高く吹鳴す。孩子等は笛の音を聞て、ホニホロと行て見んとて走り集る。飴を買ふ者には、眼鏡を貸て見せしむ。眼鏡は玻璃を八ツに角を摩て、糸を引時は、玉の廻る様作りたり。眼に當て見る時は、八ツ乃ち八人に見へ、玉の廻せば八人同じく廻る。飴賣は眼鏡を貸切しと、暫時が間、笛を吹ならし、眼鏡を見し所より、二、三、間隔りて、身振可笑、ハッホニホロホニホロ～～～～、雷眼で、ハッホニホロホニホロ～～～～～～、ハッ上るはホニホロ、ハッ下るはホニホロ～～～～。孩子等、余念なく面白がりて飴を買見んとせざるはなし。

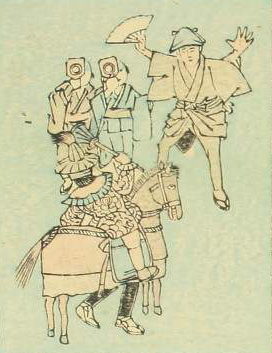
岡本昆石『古今百風吾妻余波』より、ホニホロ飴売り。絵は鮮斎（小林）永濯。

また、淡島寒月が大正12年（1923年）、『七星』誌第2号に寄稿した、『梵雲庵漫録』は江戸末期から明治初年度にかけて寒月が見た物売りや見世物の随筆集だが、その冒頭はホニホロである。
まず第一に挙げたいのは、花見時の上野に好く見掛けたホニホロである。これは唐人の姿をした男が、腰に張子で作った馬の首だけを括り付け、それに跨がったような格好で鞭で尻を叩く真似をしながら、彼方此方と駆け廻る。それを少し離れた処で柄の付いた八角形の眼鏡の、凸レンズが七個に区画されたので覗くと、七人のそうした姿の男が縦横に馳せ廻るように見えて、子供心にもちょっと恐ろしいような感じがしたのを覚えている。
この馬の張りぼては新年に祝言の歌囃子に合わせて踊りを披露した門付の芸に用いた“春駒”の一種である。正月の門付芸での春駒は武士であったり、大黒などの縁起物だったりするが、このホニホロ飴売りはそれをそっくり唐人の姿にしている。飴売りが子供たち(文中の“孩子”)に貸し出す眼鏡は“ホニホロ眼鏡”、“将門眼鏡”、“八角眼鏡”と呼ばれたブリリアントカットのような研磨加工されたガラスをはめた板である。山東京伝が天明8年（1788年）に著した黄表紙『時代世話二挺鼓』下巻には7体に分身した平将門に対し、藤原秀郷が駒形の眼鏡屋で買った“八角眼鏡”を取り出し、これを通せば自分は8体に分身できると将門を仰天させたという下りがある。また、玩具研究家の川崎巨泉は『玩具帖』の中に“ホニホロ眼鏡”の克明な図絵を載せている。明治18年（1885年）に旧幕臣の著述家、岡本経朝（号・昆石）が江戸の古風俗を英語訳文と絵で紹介した『古今百風吾妻余波』の中に眼鏡を持った子供たちの前で踊るホニホロ飴売りの姿がある。
ホニホロ飴売りが登場したのは、ガラス製の眼鏡が出回る大御所時代以降と推測される。上述した山東の『時代世話二挺鼓』は天明8年の作品である。宮武外骨が雑誌『此花』四枝に記した『ホニホロ考』の中で、宮武は寛政の頃に登場したのではと推測し、「或人の説に、初めは武者姿のみであつたが、安政の頃唐人姿のものが現はれたのであると云ふ、そして此種のもので此ほにほろほど長く續いて流行したものはないさうである」としている。
“ホニホロ”という言葉の意味については、宮武はオランダ語ではないかと推測したが、それを受けて南方熊楠が『十二支考』内の『馬に関する民俗と伝説』の中で、該当する外語はないとして、「ホニホロは単に囃の詞ことばらしく、風を含み膨れる体を帆に幌とでも讃えたのでなかろうか」としている。

## 芸人としての飴売り
唐人飴売りに限らず、江戸における飴売りは様々な仮装やパフォーマンスで客の目を引きつけた。その光景は浄瑠璃や芝居などで再現され、それが飴売りの人気をさらに向上させた。例えば、文化年間（1804年 - 1818年）から天保年間（1830年 - 1844年）に女装をし女の声色で客寄せをした「おまんが飴」と呼ばれる飴売りが評判になり、浄瑠璃外題『花翫暦色所八景』で4代目中村歌右衛門が演じた。文久年間（1861年 - 1863年）には日本橋で、鉦を叩くからくり人形を傍らに、三味線を鳴らし鎌倉節を唄う飴売りは、「飴売渦松」として5代目尾上菊五郎（当時は13代目市村羽左衛門）が演じた。前述した半七捕物帖の中での会話に出てくる、「和国橋の髪結い藤次の芝居に出る唐人市兵衛」も文久3年（1863年）に市村座で4代目市川小團次が演じた『三題噺高座新作』に出てくる主人公、髪結藤次の女房おむつの父親である唐人飴売りである。なお、この芝居は元は小團次と親交があった河竹黙阿弥が三題噺で作成したものである。

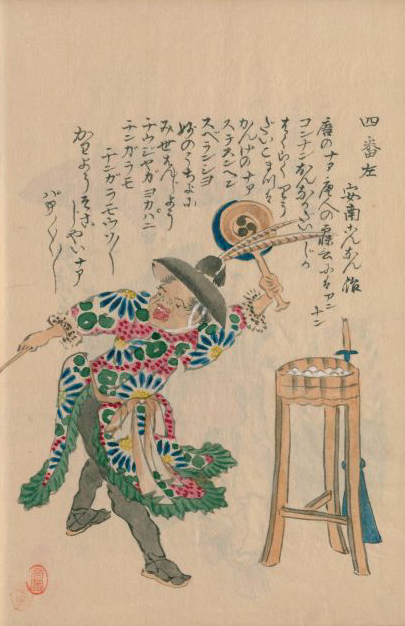
石塚豊芥子『近世商買尽狂歌合』より「安南こんなん飴」（国立国会図書館デジタルコレクション）

唐人飴売りの口上は、『近世商買尽狂歌合』や『有喜世物真似舊觀帖』に記されている。
唐のナァ唐人のネ言には「アンナンコンナン、おんなかたいしか、はへらくりうたい、こまつはかんけのナァ、スラスンヘン、スヘランシヨ、妙のうちよに、みせはつじよう、チウシヤカヨカパニ、チンカラモ、チンカラモウソ　チンカラモウソ、かわようそこじやいナァ、パアパアパアパア
コリヤ～～来たハいなこれハ九州長崎の丸山名物ヂヤガラカ糖お子さまがたのお目ざましおぢいさんおばァさんにあげられて第一寿命が長くなるお若いかたにあげられていろの取れるがきんミやうじやおや～～どうせうおやどうしやう辛いあまいのチヤカラカ糖パァ～～
長崎丸山には唐人屋敷があり、ここでも舶来由来が謳われている。この飴売りの口上は飴売りの間ではある程度共通だったものらしく、時代は下って大正2年（1913年）に竹久夢二が小唄集、『どんたく』の中に『有喜世物真似舊觀帖』にそっくりの唄を記している。
まちの角では早起きの

飴屋の太鼓がなつてゐる

「あアこりやこりやきたわいな」

これは九州長崎の

丸山名物ぢやがら糖

お子様がたのお眼ざまし

甘くて辛くて酸つぱくて

きんぎよくれんのかくれんぼ

おつぺけぽうのきんらいらい

## 明治以降の飴売り
明治時代以降、唐人笛を鳴らす飴売りは日本各地に点在するようになり、唐人笛（チャルメラ）は飴売りのシンボルとなっていった。明治期に各地にいた飴売りはチャルメラを鳴らすものの、例えば池辺義象が明治40年（1907年）に著した絵入りの歌集、『当世風俗五十番歌合』上巻第13番にある「飴売り」の絵に見られるように江戸時代に見られた派手な唐人の格好はしていない。
明治期の文学作品にも飴売りについての描写がある。
石川啄木は代表作『一握の砂』の中に「飴売りの チャルメラ聴けば うしなわし おさなき心ひろへるごとし」という一節がある。島崎藤村も『破戒』や小品集『千曲川のスケッチ』や、小泉八雲の短編『コレラ流行期に』にも飴売りの記述がある。
この時代になると朝鮮半島から朝鮮人が労働者として来日し、その中から飴売りに転じる者もいた。朝鮮半島でもヨッカウイ(飴鋏/엿가위)と呼ばれる刃のない金鋏を鳴らして客を呼ぶ伝統的な飴売りがいて現代でも韓国民俗村などの観光施設で見ることができるが、日本で活動していた飴売りはこうした伝統的なものではなく、朝鮮人ないし日本人の親方が部屋住みで労働者を囲い販売させた日本風の飴売りであった。
やがて韓国併合前後から日本語が話せなくても出来る商売ということで、大阪や神戸では明治42年(1909年)9月3日付けの大阪毎日新聞には、「近頃になって段々人数が増し、此頃では市内を歩いて居ると必ず二三人の飴屋に出喰わす程になった」とあるほどに急増した。だが、こうした飴売りも併せて売っていたくじ引きの規制や、日本人とのトラブル、そして第一次世界大戦後の好景気による労働者不足にともなう転職によってその数を減らしていった。